# Perilitus riphaeus
Perilitus riphaeus är en stekelart som först beskrevs av Vladimir Ivanovich Tobias 1986.  Perilitus riphaeus ingår i släktet Perilitus och familjen bracksteklar. Inga underarter finns listade i Catalogue of Life.